# Железничка станица Раља
Железничка станица Раља је једна од железничких станица на прузи Београд—Ниш. Налази се насељу Раља у градској општини Сопот у Београду. Пруга се наставља у једном смеру ка Сопоту Космајском и у другом према према Рипањ тунелу. Железничка станица Раља састоји се из 6 колосека.